# Synagogen in Nürnberg

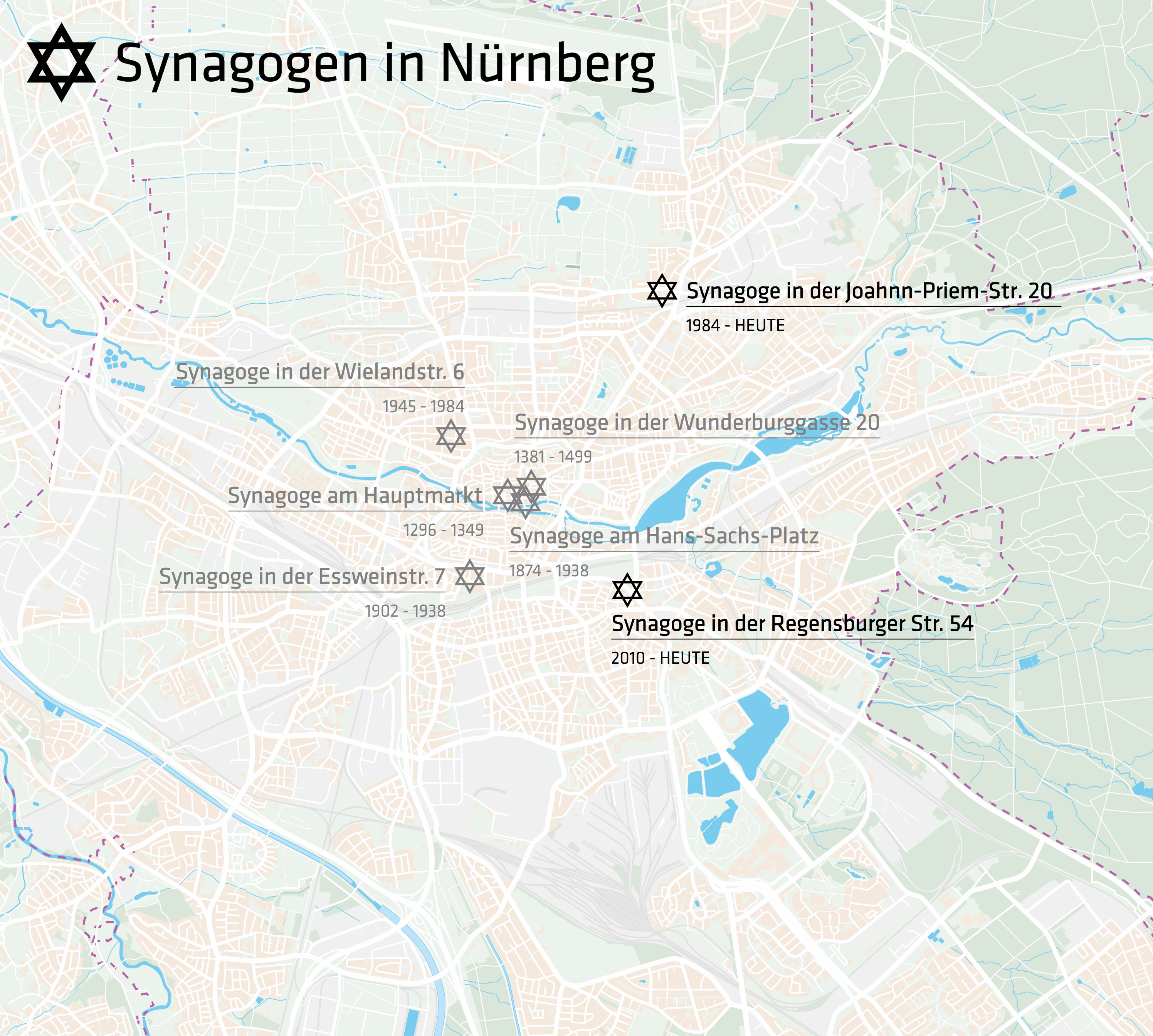
Die Synagogen in Nürnberg

Im Laufe der Nürnberger Stadtgeschichte bzw. der Geschichte der Juden in Nürnberg existierten mehrere Synagogen. Heute ist die Synagoge in der Arno-Hamburger-Straße 1 Sitz der IKG Nürnberg und die Synagoge in der Regensburger Straße des orthodoxen Chabad Nürnberg.

## Synagogen in Nürnberg

### Erste mittelalterliche Synagoge
Lage: 49° 27′ 14,4″ N, 11° 4′ 40,8″ O
Sie stand auf dem Platz der heutigen Frauenkirche am Hauptmarkt und wurde als Folge der von Frankreich ausgehenden und später überall in Europa auftretenden Judenpogrome im Jahre 1349 zerstört.

### Zweite mittelalterliche Synagoge
Sie stand in der Wunderburggasse und wurde 1499 infolge der antijüdischen Kirchenpolitik in Europa niedergerissen.

### Synagoge am Hans-Sachs-Platz

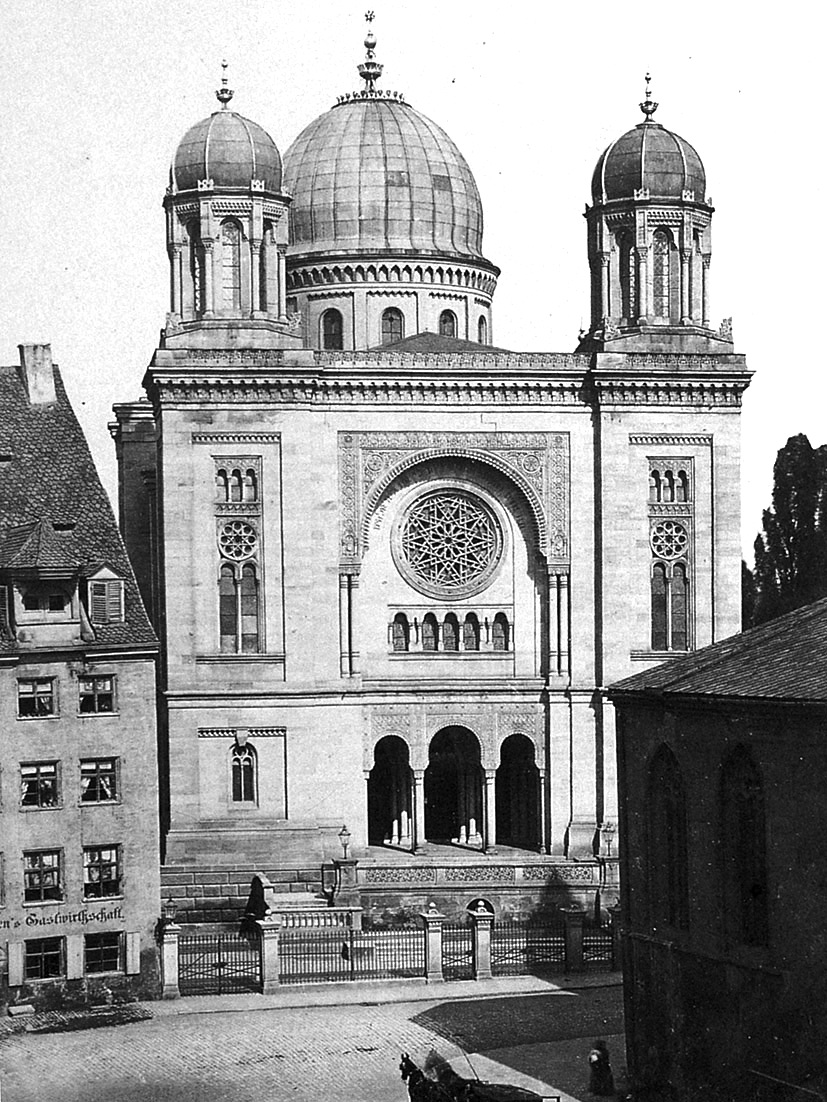
Synagoge am Hans-Sachs-Platz, erbaut 1874 nach den Plänen von Adolf Wolff. Fotografie von Ferdinand Schmidt

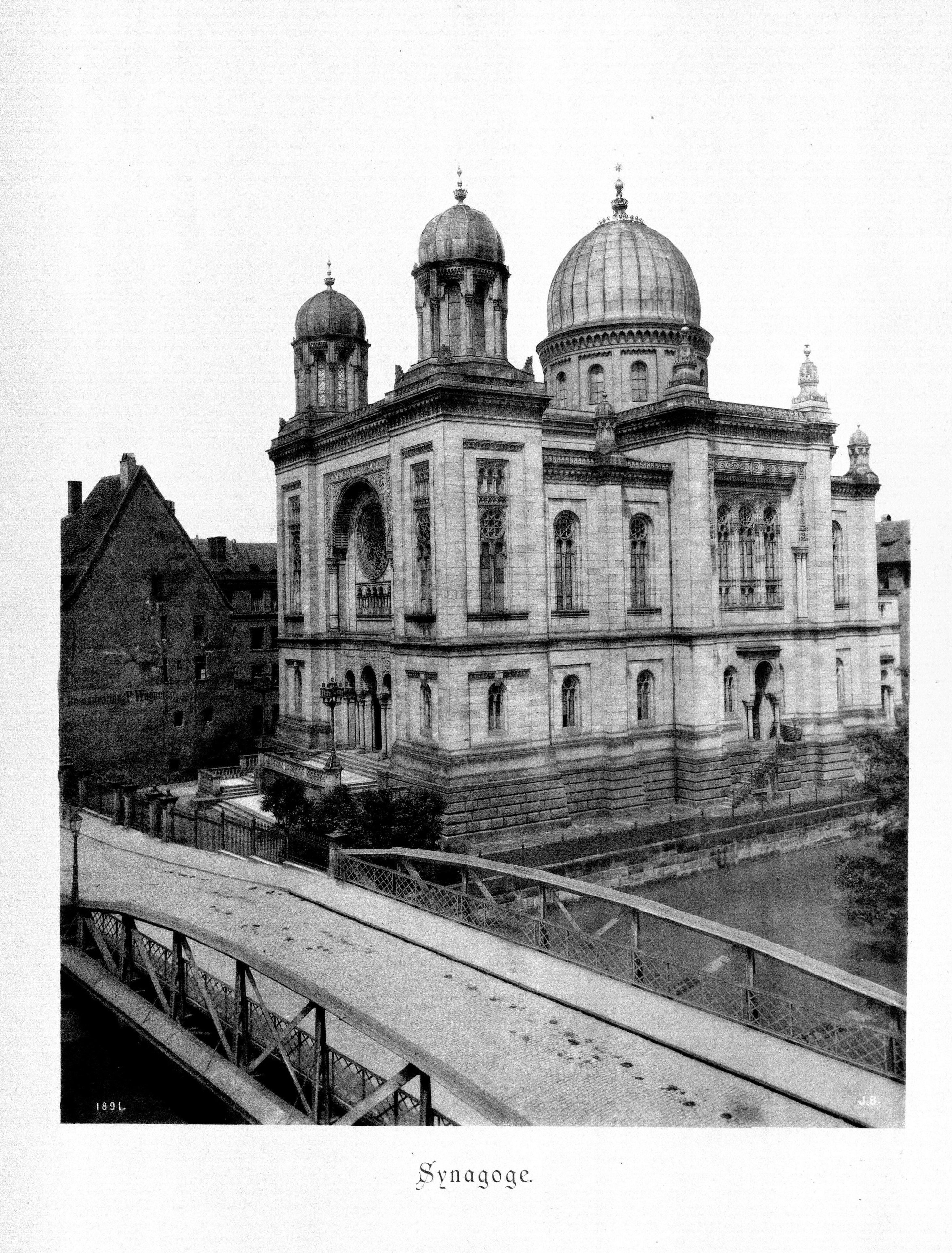
Synagoge am Hans-Sachs-Platz, Fotografie (1891)

Die nach Plänen von Adolf Wolff errichtete Synagoge der Reformgemeinde am Hans-Sachs-Platz war die Hauptsynagoge und wurde am 8. September 1874 mit einer Ansprache des Bürgermeisters Otto Stromer von Reichenbach eingeweiht. Sie stand an der Stelle des einstigen Harsdörfferhofs der Patrizierfamilie Harsdörffer, welcher ursprünglich Hieronymus Holzschuher gehört hatte. 
Bereits vor den Novemberpogromen wurde sie zusammen mit dem Gemeindehaus am 10. August 1938 auf Anweisung von Julius Streicher abgebrochen, weil sie „das schöne deutsche Stadtbild empfindlich stör[t]en“.
In einem Bericht des „Regierungspräsidenten Ober- und Mittelfranken“ vom 7. Juli 1938, einer Zuarbeit für die geheimen Meldungen aus dem Reich, heißt es dazu:
„Am 15. Juni 1938 hielt die israelitische Kultusgemeinde in Nürnberg eine außerordentliche Sitzung der Mitglieder ihrer Gesamtverwaltung ab, in der mitgeteilt wurde, daß im Vollzug des Gesetzes über die Neugestaltung deutscher Städte die Hauptsynagoge in Nürnberg abgebrochen werden müsse. Diese Mitteilung wirkte auf die dort anwesenden Juden niederschmetternd; man war sich jedoch allgemein darüber klar, daß Einwendungen gegen diese Maßnahme zwecklos seien.“
In einem weiteren Dokument, das aus derselben Quelle stammt, heißt es unter dem Datum vom 7. September 1938:
„Die Stadt der Reichsparteitage Nürnberg erlebte am 10. August 1938 einen denkwürdigen Tag: Julius Streicher gab das Zeichen zum Abbruch der Hauptsynagoge am Hans-Sachs-Platz, die zur Durchführung städtebaulicher Maßnahmen entfernt werden mußte. Zehntausende Volksgenossen wohnten der geschichtlichen Stunde bei. […] Kurz vor dem Abbruch der Synagoge ließen die Juden in aller Heimlichkeit aus der Synagoge einen 5 Ztr. schweren Stein mit Inschrift zur Erinnerung an die vor 500 Jahren niedergebrannte erste Synagoge in Nürnberg entfernen und auf den jüdischen Friedhof verbringen. Die Herausnahme des Steines besorgte der Nürnberger Baumeister Fritz Frisch, der sich erst im Jahre 1937 in die NSDAP hatte aufnehmen lassen. Frisch wurde sofort aus der Partei ausgeschlossen und seine Charakterlosigkeit in der Öffentlichkeit gebührend gebrandmarkt.“
Im Nürnberger Hauptkriegsverbrecherprozess gab Streicher an, den Abbruch der Synagoge nicht aus antisemitischen, sondern aus städtebaulichen Gründen veranlasst zu haben. Auf die Frage: „Im August 1938 wurde die Hauptsynagoge in Nürnberg abgetragen. Geschah dies auf Ihre Anordnung?“ antwortete Streicher:
„Ja. Es gab in meinem Gau schätzungsweise 15 Synagogen, in Nürnberg eine Hauptsynagoge und eine etwas kleinere und, ich glaube, noch einige Betsäle. Die Hauptsynagoge stand im Weichbild der mittelalterlichen Reichsstadt. Ich habe schon vor dem Jahre 1933, der sogenannten Kampfzeit, als wir noch eine andere Regierung hatten, in aller Öffentlichkeit in einer Versammlung erklärt, daß es eine Schande sei, daß man in die alte Stadt hinein so einen orientalischen, ungeheuer wuchtig großen Bau gestellt habe. Nach der Machtübernahme habe ich zum Oberbürgermeister gesagt, er solle die Synagoge abbrechen lassen und gleichzeitig das Planetarium. Ich darf darauf hinweisen, daß nach dem Weltkrieg inmitten des Ringes der Anlagen, die für die Bürger zur Erholung bereitstanden, ein Planetarium errichtet worden war, ein häßlicher Ziegelbau. Ich gab den Befehl, diesen Bau abzubrechen und sagte, es solle auch die Hauptsynagoge abgebrochen werden. Hätte ich die Absicht gehabt, dabei die Synagoge als Gotteshaus nun den Juden zu nehmen, oder hätte ich ein Fanal geben wollen, dann hätte ich den Befehl erteilt, nach der Machtübernahme in meinem Gau sämtliche Synagogen abbrechen zu lassen. Dann hätte ich in Nürnberg ebenfalls sämtliche Synagogen abbrechen lassen. Es steht fest, es wurde im Frühjahr 1938 nur die Hauptsynagoge abgebrochen; die Synagoge in der Essenweinstraße, in der Neustadt, blieb unberührt. Daß im November jenes Jahres dann der Befehl gegeben wurde, die Synagogen anzuzünden, dafür kann ich nicht.“
Gleichzeitig forderte Streicher 1938 den Abriss des Planetariums, das 1927 in Nürnberg als eines der weltweit ersten modernen derartigen Einrichtungen erbaut worden war. Den Ausschlag gaben dabei hauptsächlich alte Rivalitäten mit dem Oberbürgermeister Hermann Luppe (DDP), der den Bau des Planetariums gefördert hatte und ein angeblich „synagogen-ähnlicher“ Baustil. Somit war auch hier ganz offenbar der Antisemitismus Streichers, Herausgeber des antisemitischen Hetzblattes Der Stürmer, einer der Hauptgründe. Auch bei diesem Bauwerk stellte, wie allgemein bei Planetarien und Synagogen architektonisch üblich, eine Kuppel den Sternenhimmel dar.
Die Synagoge verband Elemente christlicher Kirchenarchitektur mit orientalisierender Dekoration und stand nach 400 Jahren städtischem Judenverbots für eine Integration der jüdischen Gemeinde. Das Selbstbewusstsein des liberalen, bürgerlichen Judentums spiegelte sich in der Größe und Lage der Synagoge, sowie im „Alhambra-Stil“ mit seiner maurischen Ornamentik wider. Sie war nicht nur neue Heimstätte der Nürnberger Juden, sondern auch bei Touristen geschätzt. Das Bauwerk wurde oft als „Perle in der Silhouette und Zierde der Stadt“ bewundert. In den 20er-Jahren formierten sich aber feindselige Stimmen und es kam zu Übergriffen auf Nürnberger Juden, andererseits beschützten Polizisten das Gebäude noch im Jahr 1934, als SA-Männer nach dem Reichsparteitag versuchten, die Synagoge zu stürmen.
Ein Wiederaufbau der Synagoge erfolgte nicht, obwohl das Grundstück nach 1945 verfügbar gewesen wäre. Der Siegerentwurf des 1947 durchgeführten Architektenwettbewerbs zum Wiederaufbau Nürnbergs sah das nicht vor. In der mit dem 1. Preis ausgezeichnete Arbeit von Heinz Schmeißner (in dessen Amtszeit von 1937 bis 1945 als Hochbaureferent der Stadt Nürnberg der Abbruch erfolgte) und Wilhelm Schlegtendal wurde das Grundstück der neun Jahre zuvor abgebrochenen Synagoge anderweitig überplant, der Stadtgrundriss wurde an dieser Stelle überformt. Später erwarb Eduard Kappler (ein Architekt der Wiederaufbauzeit) eine Teilfläche und erbaute darauf ein Büro- und Wohngebäude. Auf der südlichen Grundstückshälfte (zur Pegnitz) wurde ein neuer Uferweg angelegt. An die so auch aus dem Stadtgrundriss ausradierte Hauptsynagoge erinnert erst seit 1988 ein Gedenkstein (Synagogendenkmal).
In der Eingangshalle der israelitischen Kultusgemeinde Nürnberg befindet sich das Modell der im Jahr 1938 zerstörten Hauptsynagoge Nürnberg. Durch die Fenster kann man den fein ausgearbeiteten Innenraum mit Beleuchtung betrachten.

#### Weitere Abbildungen

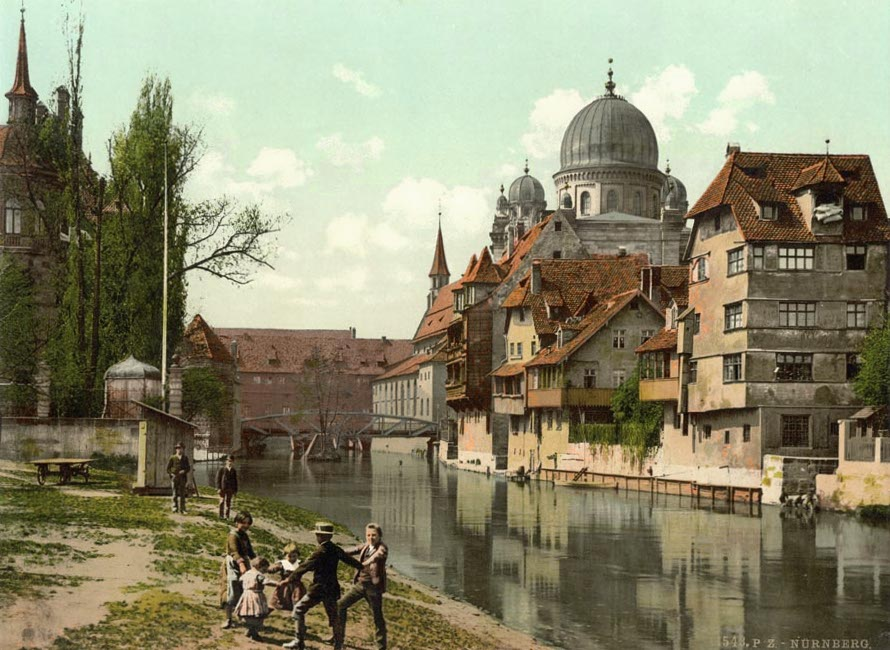
Blick von der Insel Schütt zur Synagoge, um 1900
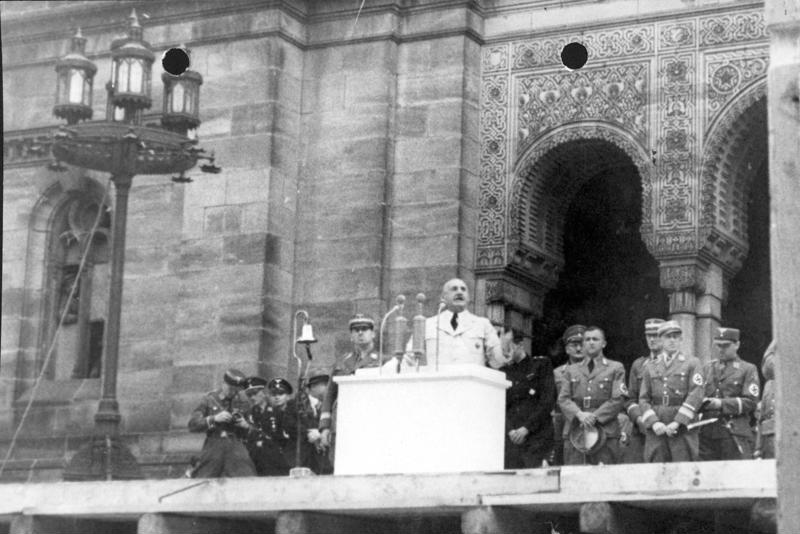
Julius Streicher während der Massenkundgebung vor dem Abbruch der Nürnberger Hauptsynagoge am Hans-Sachs-Platz am 10. August 1938
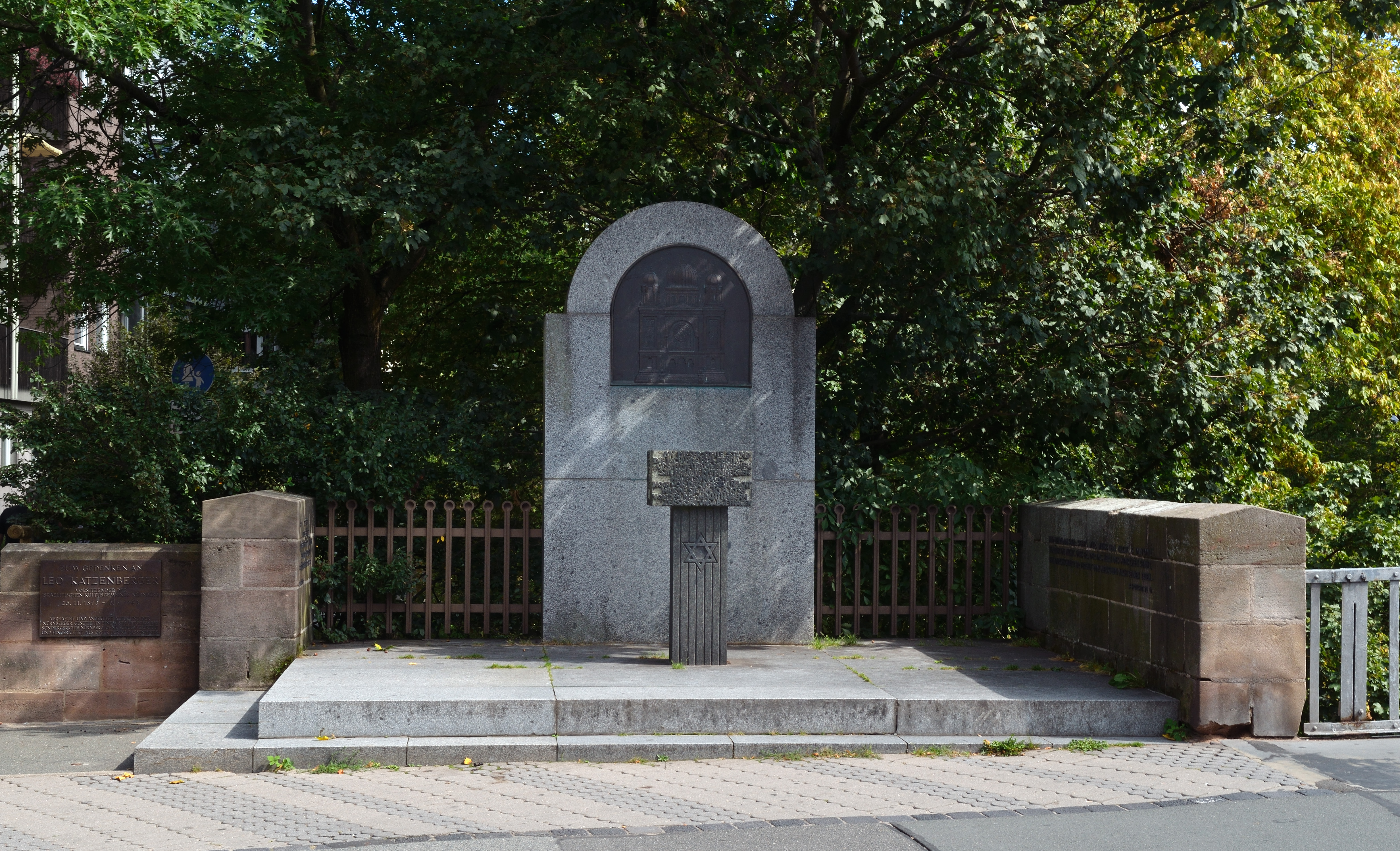
Synagogendenkmal auf der nach 1945 nicht überbauten Teilfläche des Synagogengrundstücks, am Pegnitzufer neben der Heubrücke
Relief auf dem Synagogendenkmal am Standort der ehemaligen Hauptsynagoge am Hans-Sachs-Platz
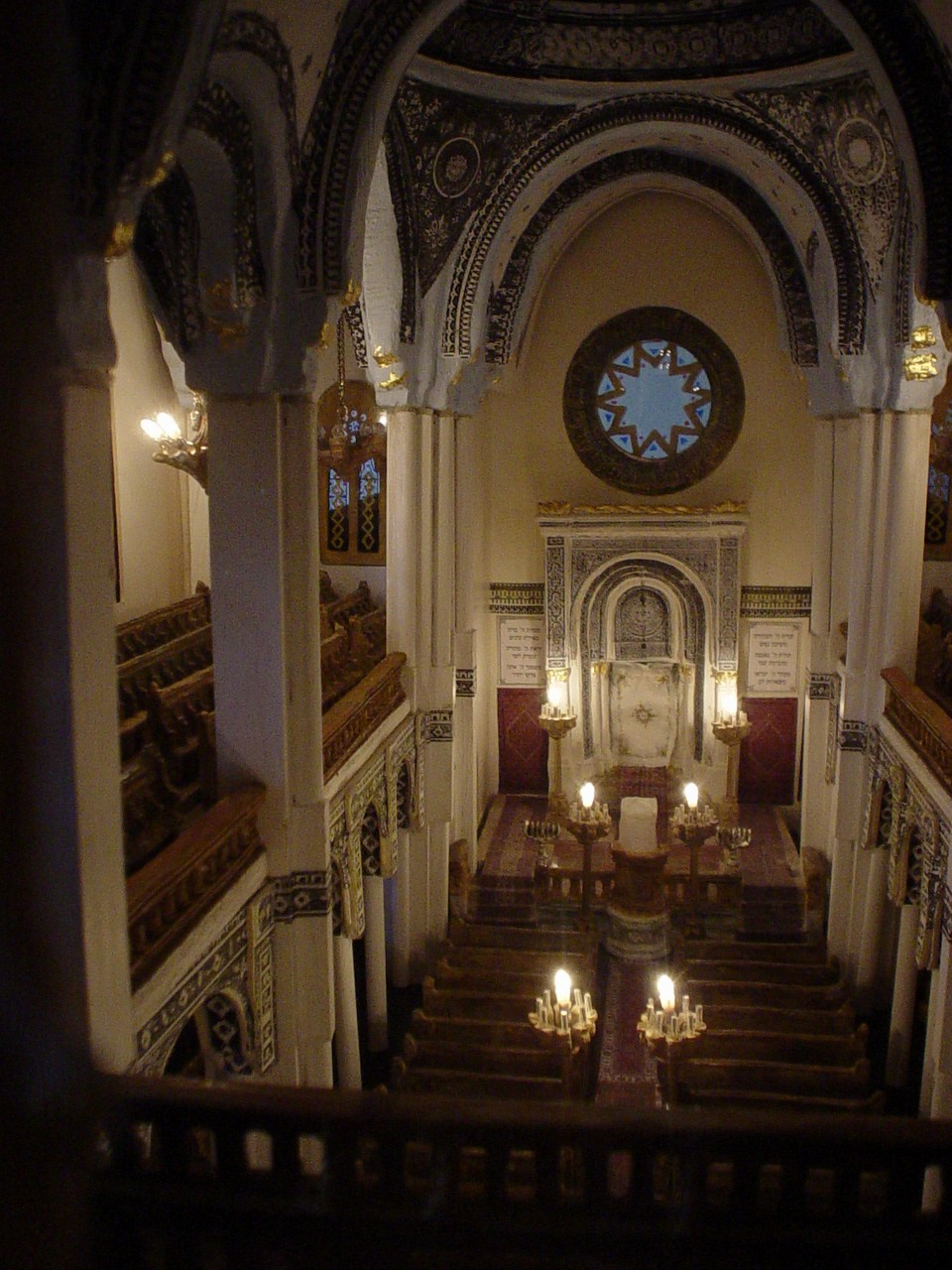
Modell der 1938 zerstörten Hauptsynagoge Nürnberg (Innenraum).

### Synagoge in der Essenweinstraße 7

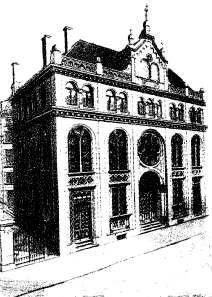
Die Synagoge in der Essenweinstraße, 1920er Jahre

Lage: 49° 26′ 45,6″ N, 11° 4′ 22,1″ O
Sie war seit 1903 Synagoge der orthodoxen Gemeinde mit der Religionsgesellschaft Adass Jisroel, wurde 1938 während der Pogromnacht vom 9. auf den 10. November 1938 zerstört und nach 1945 nicht wiederaufgebaut.

### Synagoge in der Wielandstraße 6
Sie wurde im September 1945 bezogen. 1984 wurde sie zugunsten der neuen Synagoge in der heutigen Arno-Hamburger-Straße 1 aufgegeben.

### Synagoge in der Arno-Hamburger-Straße 1
Lage: 49° 28′ 27″ N, 11° 6′ 6″ O
Sie ist seit 1984 Sitz der israelitischen Kultusgemeinde Nürnberg.

### Synagoge in der Regensburger Straße 54
Lage: 49° 26′ 35,3″ N, 11° 6′ 5,6″ O
Sie ist seit 2010 Synagoge der Jüdischen Orthodoxen Gemeinde Nürnberg und Sitz von Chabad Nürnberg. Die Synagoge wird von Rabbiner Eliezer Chitrik geleitet.

## DerNürnberger Judenstein
Der sogenannte „Nürnberger Judenstein“ ist ein aus Sandstein gemeißelter Toraaufsatz, der seit dem 14. Jahrhundert in Nürnberger Synagogen enthalten war und über die Jahrhunderte gerettet wurde.
Dieser „Judenstein“ trug die hebräische Inschrift „Keter Tora“ (Krone der Tora) und war der Giebelstein des Toraschreins der alten Synagoge, die im Jahre 1499 zerstört worden war. Der Stein wurde 1909 von der jüdischen Gemeinde aus Privatbesitz wieder erworben und in der Vorhalle der Nürnberger Hauptsynagoge aufgestellt. Eine beigefügte Gedenktafel trug die Inschrift:
Der Judenstain. Wahrzeichen aus den Tagen vor der Vertreibung der Juden aus Nürnberg 1499. Von der Israelitischen Kultusgemeinde erworben und aufgestellt 1909. Eine Zeit kommt, da Steine verworfen, und wieder eine Zeit, da Steine gesammelt werden.
Stein und Tafel wurden vor dem erzwungenen Abbruch der Hauptsynagoge am 10. August 1938 heimlich entfernt und auf dem jüdischen Friedhof vergraben. Der Nürnberger Baumeister Fritz Frisch, der geholfen hatte, wurde aus der NSDAP ausgeschlossen. Nach Kriegsende gelangte der Stein ins Stadtmuseum. Seit dem 23. September 1987 befindet er sich in der neu aufgebauten Synagoge.